# Ратьков-Рожнов, Яков Владимирович
Я́ков Влади́мирович Ратько́в-Рожно́в (1870—1959) — чиновник Министерства иностранных дел, предприниматель и благотворитель.

## Биография
Старший сын действительного тайного советника Владимира Александровича Ратькова-Рожнова и жены его Веры Яковлевны Шихмановой (1841—1919). Внук по материнской линии адмирала Я. А. Шихманова. Его дядя (родной брат отца) — Николай Александрович Ратьков-Рожнов, вице-адмирал. Двоюродный брат — Александр Геннадиевич Ратьков-Рожнов, общественный деятель и политик, член IV Государственной думы.
По окончании Императорского училища правоведения в 1892 году, вступил на службу в Министерство иностранных дел и причислен был к департаменту личного состава и хозяйственных дел. Последовательно занимал должности: 3-го секретаря канцелярии министерства, 2-го секретаря той же канцелярии, чиновника особых поручений VI, а затем V класса при министре иностранных дел. В 1900 году был генеральным комиссаром Русского отдела Всемирной выставки в Париже. В 1913 году был произведен в действительные статские советники и пожалован в должность гофмейстера.
Одновременно занимался предпринимательством и благотворительной деятельностью. Был членом совета Волжско-Камского коммерческого банка, а также директором пароходного общества «Самолет».
В Санкт-Петербурге владел несколькими доходными домами (один из них — по Пантелеймоновской улице, 13-15), а также особняком в Прачечном переулке, ранее принадлежавшим архитектору Монферрану. Состоял попечителем: Дома призрения бедных в память императора Александра III в Ораниенбауме, Охтенского механико-технического училища и Императорского женского патриотического общества.
После Октябрьской революции эмигрировал во Францию, жил в Париже. Был директором ателье художественного шитья «Марианна».
В 1920-е годы материально поддерживал Общество русских женщин при центральном представительстве РОКК во Франции. Состоял членом Общества бывших воспитанников Императорского училища правоведения и членом Союза ревнителей памяти императора Николая II. В 1936 году участвовал в торжествах по случаю столетия училища правоведения. Принимал активное участие в церковной жизни. Был членом приходского совета Александро-Невского собора в Париже, пожертвовал средства на строительство церкви Св. Иоанна Воина в Медоне и открытие иконописной мастерской, состоял попечителем этой церкви.
Последние годы жизни провел в Русском доме Сент-Женевьев-де-Буа. Скончался в 1959 году. Похоронен на местном кладбище.
Был женат на Марианне Федоровне Мансуровой, урожд. Ванлярской (1868—1935), сестре Натальи Федоровны Карловой. В эмиграции Марианна Федоровна в 1923 году основала сестричество при соборе Александра Невского и стала его первой старшей сестрой. Вместе с мужем вложила средства в покупку земли и строительство церкви святого Иоанна Воина в Медоне под Парижем.

## Награды
- Орден Святого Станислава 2-й ст. (1896)
- Орден Святой Анны 2-й ст. (1899)
- Орден Святого Владимира 3-й ст. (1915)

Иностранные:
- французский знак Академических пальм, офицерский крест (1896)
- бельгийский Орден Леопольда I, кавалерский крест (1897)
- австрийский Орден Железной короны 3-й ст. (1897)
- болгарский Орден Св. Александра, офицерский крест (1897)
- баварский Орден Св. Михаила 3-й ст. (1897)
- португальский Орден Непорочного зачатия, кавалерский крест (1898)
- бухарский Орден Золотой звезды 3-й ст. (1902)
- турецкий Орден Османие 3-й ст. (1902)
- испанский Орден Изабеллы Католической, командорский крест (1903)
- французский Орден Сельскохозяйственных заслуг, офицерский крест (1904)
- французский Орден Почетного Легиона, офицерский крест (1908)
- брауншвейгский Орден Генриха Льва, офицерский крест (1909)
- болгарский Орден «За гражданские заслуги» 2-й ст. (1911)